# Buurten in Driebergen-Rijsenburg
De tien buurten in Driebergen-Rijsenburg hebben een totale oppervlakte van 2.644 hectare (waarvan 2.634 land en 9 hectare water):

## Landelijk Gebied noordzijde
- Grensweg - op de grens van Zeist en Driebergen-Rijsenburg
- Heidestein – op landgoed Heidestein liet de familie Taets van Amerongen in 1903 een landhuis bouwen. Daarvoor hoorde de grond bij landgoed Bornia.

## Landelijk Gebied zuidzijde
- Broekweg - oude weg boven de Langbroekerwetering door het moerassige ‘broekland’, met de hogere gronden van de Utrechtse Heuvelrug. De weg werd in oude stukken aangeduid als 'Werconderwech', de Werkhovenseweg.
- De Zuwe - weg in het buitengebied die vanaf de Langbroekerdijk naar de Van Lynden van Sandenburgweg (N229) loopt. De Zuwe vormde in de twaalfde eeuw de grens tussen twee ontginningen bij kasteel Sterkenburg.
- Dwarsweg - haaks op de Sterkenburgerlaan
- Gooijerdijk – De Gooijerwetering loopt vanaf de kop van de Engweg tot de Broekweg
- Hoge Woerd - verhoging in het lage en vochtige grondgebied in de richting Odijk
- Jachtlaan - in de wijk Wildbaan
- Langbroekerdijk - langs de Langbroekerwetering richting Langbroek
- Rodenbergse Dreef - doorsnijdt verticaal nieuwbouwwijk Lange Dreef. De straat is genoemd naar hofstede Rooijenberg op de Buitenplaats Dennenburg.[2]
- Sterkenburgerlaan – vroegere steeg vanaf de buurtschap Sterkenburg in noordelijke richting naar de Maarnse Berg.

## Driebergen-Noord
- Arnhemsebovenweg – oude heerweg die langs Driebergen ” …tussen Uytrecht ende Reenen boven aen den berg heenen ghaet”. 'Boven' verwijst naar de hogere ligging van deze weg, tegen de heuvelrug aan. Dit in tegenstelling tot de nattere 'benedenweg', die tegenwoordig de Hoofdstraat heet.
- Baden Powelllaan – Robert Baden-Powell was oprichter van de scouting. Aan het laantje dat vanaf de Arnhemsebovenweg het bos in loopt, liggen enkele gebouwen van de scouting.
- De Beaufortlaan - geslacht De Beaufort. Driebergen en hadden twee burgemeesters De Beaufort: jonkheer mr. Hector W.L. de Beaufort (van 1910-1925) en diens neef P.P. de Beaufort, die hem opvolgde tot 1951.
- De Blauwvoet - rusthuis de Blauwvoet werd in 1930 gebouwd als rusthuis en behandelingscentrum voor ‘zenuwlijders’, een particulier initiatief van de Driebergse zenuwarts Bierens de Haan.
- De Wetstein Pfisterlaan - Frans Jan Hendrik de Wetstein Pfister (1852-1926), de voormalig theeplantagedirecteur van de Indische Cultuurmaatschappij in Nederlands Indië, was waterbouwkundig ingenieur en maakte de omgeving van zijn buitengoed Heidestein vruchtbaar door een goede waterhuishouding aan te leggen.
- Gezichtslaan - zichtas van het huis Sparrendaal
- Jacob van Gaesbeeklaan – Jacob van Gaasbeek volgde zijn oom Willem van Abcoude op als 'Heer van Driebergen'.
- J. Manger Catslaan - Volkert Manger Cats is een medicus (cardioloog) en de voormalige medisch directeur van de Nederlandse Hartstichting.
- Johan van Limbeecklaan - Johan van Limbeeck was in 1379 eigenaar van kasteel Rijsenburg
- Melvill van Carnbeelaan - Melvill van Carnbee is een van oorsprong Iers, daarna Nederlands geslacht waarvan leden sinds 1815 tot de Nederlandse adel behoren.
- Nassau Odijcklaan - Willem Adriaan van Nassau heer van Odijk, Kortgene, van Zeist en Driebergen
- Oosterdwarslaan - heette tot 1934 1e Oosterdwarsstraat.
- Oosterlaan - het verlengde deel van de Oosterstraat
- Oosterstraat - aan de oostzijde van Driebergen
- Schellingerlaan - De Amsterdamse patriciër Cornelis Schellinger (1711-1778) was Heer van Driebergen.
- Sparrenheide - villa Sparrenheide van Hagenaar mr. Valck Lucassen stond te midden van sparren en heide
- Van Hardenbroekplein - C.G.D. d’Aumale van Hardenbroek was burgemeester van Driebergen en Rijsenburg van 1903-1910.
- Van Heeckerenlaan - E.F. baron van Heeckeren van Enghuysen was van 1789 tot 1803 Heer van Driebergen
- Van Oosthuyselaan - Petrus van Oosthuyse was de stichter van Rijsenburg in 1810
- Van Westrenenlaan - Mr. Jan Jacob van Westrenen werd in 1803 Heer van Driebergen. Jan Jacob (1741-1817) was in de stad Utrecht o.m. lid van de vroedschap en burgemeester.
- Verlengde Horstlaan - de naam werd in 1968 gegeven aan het bospad waaraan vier huizen stonden.
- Wethouder Verhaarlaan - Henri Verhaar, de klokkenmaker annex rijwielhandelaar was van 1890 tot 1894 raadslid, van 1895-1914 wethouder, van 1916-1931 raadslid van de gemeente Rijsenburg.
- Willem van Abcoudelaan - Willem van Abcoude stichtte omstreeks 1380 een aan Sinte Catharijne gewijde kapel, en legde zo de grondslag voor het latere dorp Driebergen. Het eerste deel van de laan werd aangelegd in 1932, het tweede deel, dat de verbinding met de Traaij verbindt werd aangelegd in 1954.

## Drift Sportlaan en Bornia
- Arnhemsebovenweg – oude heerweg die langs Driebergen ” …tussen Uytrecht ende Reenen boven aen den berg heenen ghaet”. 'Boven’ verwijst naar de hogere ligging van deze weg, tegen de heuvelrug aan. Dit in tegenstelling tot de nattere 'benedenweg', die tegenwoordig de Hoofdstraat heet.
- Bornia – het landgoed Bornia strekt zich vanaf de Hoofdstraat uit tot aan Austerlitz toe
- Breullaan – villa De Breul
- Drift - schapendrift van de vroegere boerderijen De Brandolie en ’t Ooievaarsnest.
- Gooijerdijk – De Gooijerwetering loopt vanaf de kop van de Engweg tot de Broekweg
- De Horst - de plaatsbepaling ‘op de Horst’ betreft een boerenbuurt aan de Doornse kant van Driebergen: Landgoed De Horst
- Hoofdstraat - belangrijkste weg die vanaf de grens met Zeist tot de grens met Doorn doorloopt. De weg werd vroeger ook aangeduid als 'Landstraat', 'Arnhemsche Benedenweg', 'Arnhemsche straatweg', 'Geldersche straatweg', 'Seysterweg', 'Doornse weg' en als 'Uytereghtsen weg'
- Odijkerweg - vroegere Odijkersteeg die vanuit Odijk naar de ‘landstraat’ (nu Hoofdstraat) en vandaar tot in de ‘duinen’ van Austerlitz doorliep.
- Olympia -
- Oude Stationsweg - vanaf het Stationsplein langs de spoorbaan naar de Odijkerweg
- Princenhof Park - naar een vroegere woning fan ene heer Prince. Het huis stond in de driehoek Hoofdstraat-0dijkerweg-spoorlijn
- Sportlaan - weg naar de golfbaan op het terrein van Bornia, een eind boven de Arnhemsebovenweg,
- ’t Haagje - naam die in 1839 werd gebruikt voor de aanduiding van het buurtje achter Beerschoten, aan de overkant van de Arnhemsebovenweg.
- Traaij - winkelstraat van vroegere herberg Wapen van Driebergen naar Amersfoort. 'Tra' is een open plek in het bos.

## Loolaankwartier en Beukestein
- Acacialaan - in 1972 vastgestelde bomennaam in de omgeving van Sparrenlaan en Esdoornlaan
- Arnhemsebovenweg – oude heerweg die langs Driebergen ” …tussen Uytrecht ende Reenen boven aen den berg heenen ghaet”. 'Boven’ verwijst naar de hogere ligging van deze weg, tegen de heuvelrug aan. Dit in tegenstelling tot de nattere 'benedenweg', die tegenwoordig de Hoofdstraat heet.
- Diederichslaan - voormalige 'Kraaisteeg' en 'Hermietenlaan'. De Amsterdamse familie Diederichs was van 1864 tot 1901 eigenaar van de buitenplaats Kraaybeek. Vader en zoon Diederichs waren directeur/mede-eigenaren van het Algemeen Handelsblad. In 1898 kreeg het ‘Driebergsch Muziekgezelschap’ van Diederichs een muziektent in het Rijsenburgse bos cadeau.
- Emmalaan - verwijzing naar regentes, koninginmoeder Emma
- Esdoornlaan - in 1911 vastgestelde bomennaam in de omgeving van Sparrenlaan, Esdoornlaan en Boschlaan
- Florastraat - verwijzing naar de 'Rozenhoeve' van raadslid De Bruyn.
- Hendrikshof - weg tussen Hoofdstraat en de Florastraat - Doctor Schaepmanlaan. Genoemd naar prins Hendrik Wladimir Albrecht Ernst, hertog van Mecklenburg-Schwerin, (1876-1934) die in 1901 trouwde met koningin Wilhelmina
- Jan Glaudemanslaan - raadslid J.A.A. Glaudemans (1895-1961) had een schoensmeerfabriekje in Driebergen.
- Janshof - hotelhouder Jans
- Kardinaal Alfrinklaan - kardinaal Alfrink woonde en werkte als professor aan het grootseminarie ‘Rijsenburg’
- Kerkplein - plein voor de Sint-Petrus'-Bandenkerk (Rijsenburg)
- Kleinloolaan - Laantje vanaf hofstede Het Loo, richting Hoofdstraat en heide
- Koningin Wilhelminalaan - koningin Wilhelmina
- Korte Dreef - straat die voor een deel tussen Engweg en de Hoofdstraat ligt, heette sinds 1898 de Wilhelminastraat
- Kraaijbeek - wetering de Kraaijbeek
- Kraaijbeeklaan - landgoed Kraaybeek
- Larixlaan - boomsoort larix
- Lookant - terrein met kantorencomplex tussen de Loolaan en de A12.
- Loolaan - een schapendrift waarlangs de schaapskudden van de boerderijen Hoenderdaal, Scherpenzeel en ’t Klein(e) Loo naar de heide werden gedreven. Vroeger ook aangeduid ‘de steegh van het Loo’ of de Hoendersteeg.
- Middellaan - tussen Sparrenlaan en Loolaan
- Nijendal - buitenhuis aan de straatweg in Rijsenburg
- Noorderplantsoen - naar de vroegere Noorderstraat
- Patrimoniumstraat - hier werden de eerste huizen van woningbouwstichting gebouwd
- Prins Hendriklaan - genoemd naar prins Hendrik, (1876-1934) de echtgenoot van koningin Wilhelmina
- Rijsenburgselaan – weg vanaf de kerk richting het vroegere kasteel Rijsenburg
- Sparrenlaan - nabij de Esdoornlaan
- Tempelhof - oude boerderij 'De Tempel' aan de latere Sparrenlaan
- Tempellaan - oud boerenpad van boerderijtje De Tempel naar de Hoofdstraat
- Van Oosthuyselaan - Petrus van Oosthuyse was de stichter van Rijsenburg in 1810
- Van Rijckevorselstraat - de heerlijkheid Rijsenburg kwam via Veronica van Oosthuyse in 1849 terecht bij Petrus van Oosthuyses kleinzoon jonkheer P.A.M.V.O. van Rijckevorsel. Deze familie bezat midden negentiende eeuw veel grond in Rijsenburg met daarbij huizen en landerijen in Driebergen.
- Van Vrijberghestraat - jonkheer P.P. van Gelre van Vrijberghe (1818-1908) vestigde zich in 1848 als meester in de rechten op Rijsenburg. Hij was langer dan vijftig jaar raadslid: van 1856 tot 1908.
- Verheullaan - Comelis Verheul was de derde pastoor van de parochie Driebergen-Rijsenburg.

## Kom Driebergen en Seminarie

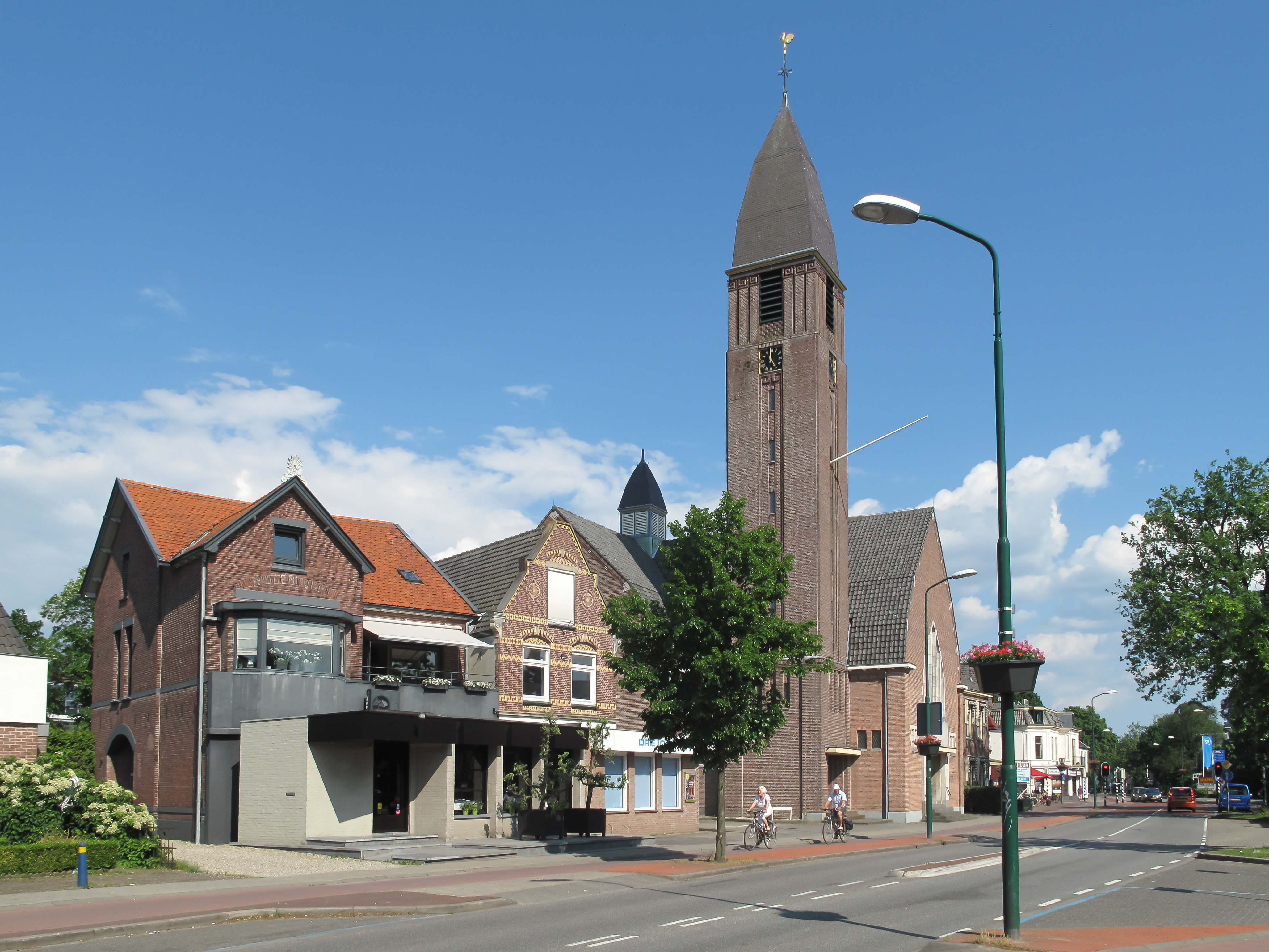
Hoofdstraat

- Appelgaard – verbindingsweg tussen Traaij en Hoofdstraat
- Arnhemsebovenweg – oude heerweg die langs Driebergen ” …tussen Uytrecht ende Reenen boven aen den berg heenen ghaet”. 'Boven’ verwijst naar de hogere ligging van deze weg, tegen de heuvelrug aan. Dit in tegenstelling tot de nattere 'benedenweg', die tegenwoordig Hoofdstraat heet.
- Beelaerts van Bloklandstraat -
- Binnenhof - tussen Traaij, Laan van Blommerweert, Weidestraat en Dokter Hermansstraat; genoemd naar een vroegere kwekerij van bloemen en planten
- Bosstraat - weg naar het Driebergse bos
- Brinkseweg - Het Brinksepad leidde vroeger naar de moestuin van ‘bode’ Van de Brink: Van de Brink z’n pad
- Burgemeesterlaan - de in 1900 aangelegde straat werd begrensd werd door eigendom van de destijdse burgemeester W.H.J. baron van Heemstra. Van Heemstra had veel gedaan ter verbetering van straten en wegen in de omgeving. (vgl. ook Burgemeestersbos)
- Burgemeesterpark - was een onderdeel van landgoed Sparrendaal. Bij de verkaveling kocht burgemeester Van Heemstra het stuk bos in de hoek van de bovenweg, de Bosstraat en de Burgemeesterlaan.
- Catharijnestraat -'De Middeleeuwse kapel die op de plak van de (hervormde) Grote Kerk aan de Hoofdstraat staat, was gewijd aan de heilige Catharina van Alexandrië, die leefde in de vierde eeuw.
- Cordesstraat - suikerfabrikant Christiaan Hendrik Cordes (1802-1869) was burgemeester van Driebergen en statenlid van de provincie Utrecht.
- de Griffel - verwijzing naar de plek waar tot 1982 de oudste christelijke lagere school van Driebergen stond
- de Lei  - verwijzing naar de plek waar tot 1982 de oudste christelijke lagere school van Driebergen stond
- Diederichslaan - voormalige 'Kraaisteeg' en 'Hermietenlaan'. De Amsterdamse familie Diederichs was van 1864 tot 1901 eigenaar van de buitenplaats Kraaybeek. Vader en zoon Diederichs waren directeur/mede-eigenaren van het Algemeen Handelsblad.
- Heetveld - oude benaming voor 'heideveld'
- Dokter Hermansstraat - heette tot 1950 de 'Beswech' en 'Bessenweg. De Driebergense huisarts A.E. Hermans, die van 1911 tot 1946 in Driebergen praktiseerde deed in de jaren 1914-1918 veel voor Belgische en Franse kinderen uit de oorlogsgebieden. Hermans was mede-oprichter van de Driebergense afdeling van ‘Het Nut’ en van de padvinderij.
- Hoofdstraat - belangrijkste weg die vanaf de grens met Zeist tot de grens met Doorn doorloopt. De weg werd vroeger ook aangeduid als 'Landstraat', 'Arnhemsche Benedenweg', 'Arnhemsche straatweg', 'Geldersche straatweg', 'Seysterweg', 'Doornse weg' en als 'Uytereghtsen weg'-
- Hermanshof - op de hoek van de Bosstraat en de Dokter Hermansstraat
- Laan van Blommerweert - Anselmus van Blommerweert was een dorpspastoor die rond 1580 met zijn huishoudster trouwde en hervormd dominee werd.
- Lindelaan - tegenover villa Lindenhof naar de gereformeerde kerk
- Mevrouw van Vollenhovenpark - bewoonster van het huis Sparrendaal. Haar zoon Maurits werd tijdens de Eerste Wereldoorlog gevolmachtigd minister van Nederland in België.
- Nassaulaan - aangelegd in 1925 in de nabijheid van de Oranjelaan
- Oranjelaan - nabij de Nassaulaan
- Park Seminarie - op het terrein van het vroegere Groot-seminarie Rijsenburg
- Park Sparrendaal – Sparrendaal
- Rozenstraat - verbinding tussen de Bosstraat en de Secretarislaan
- Schoolstraat - liep vanaf de Traaij eerst richting Bosstraat en even voorbij de school een haakse bocht naar de Hoofdstraat. Op een deel van het voormalige Schoolstraatkwartier herinneren de namen De Griffel en De Lei aan de eerste christelijke (protestantse) school die er in 1881 werd gesticht door enkele notabelen, onder wie burgemeester Van Heemstra.
- Secretarislaan - in nabijheid liggen de Burgemeesterlaan en de Wethouderslaan
- Traaij - winkelstraat van vroegere herberg Wapen van Driebergen richting Amersfoort. 'Tra' is een open plek in het bos.
- Van Berckstraat - de Utrechtse regentenfamilie Van Berck had uitgestrekte grondbezittingen die zich uitstrekten vanaf de Langbroekerwetering tot voorbij de Arnhemsebovenweg. In 1754 liet Jacob van Berck het huis Sparrendaal bouwen.
- Van Bockom Maaserf -
- Van de Meenestraat -
- Van der Muelenstraat - de familie Van der Muelen bewoonde Dennenburg. Bekende telg is Jan Carel van der Muelen (1748 – 1811), Heer van Maarssenbroek en lid van de Utrechtse Vroedschap.
- Van Heemstrastraat - Willem Hendrik Johan van Heemstra was burgemeester van 1870 tot 1903.
- Van Oosthuyselaan - Petrus van Oosthuyse was de stichter van Rijsenburg in 1810
- Van Wassenaerstraat - A.J.U. baron van Wassenaer tot Catwijck (1825~1876) was burgemeester van de gemeenten Driebergen en Rijsenburg van 1850 tot 1874.
- Vijverlaan - in 1921 uitgegraven vijver in het kader van de werkverschaffing
- Weidestraat - de weide van Teseling lag in de dorpsbebouwing langs Hoofdstraat, Traaij, Dokter Hermansstraat en Bosstraat.
- Wethouderslaan - nabij de Burgemeesterlaan en de Secretarislaan
- Zonnehof - aan de Zonstraat
- Zonstraat - in 1904 werd de naam Zonstraat vastgesteld. Aan de Burgemeesterlaan staat een school met de naam Zonheuvel, aan de Traaij bevindt zich het winkelwoonhuis Zonheuvel.

## Hoenderdaal en Emmalaan
- Aalscholver - aalscholver; Op de Wildbaan waren reeds veel dierennamen gebruikt, zodat besloten werd om vanaf 1989 in Hoenderdaal Zuidwest door te gaan met weide- en watervogels.
- Albert van der Heijdenplein - verzetsman Albert van der Heijden staat vermeld op het verzetsmonument
- Boterbloem - boterbloem, in dit deel van Driebergen worden straten naar weidebloemen genoemd
- De Grutto - weidevogel grutto; Op de Wildbaan waren reeds veel dierennamen gebruikt, zodat besloten werd om vanaf 1989 in Hoenderdaal Zuidwest door te gaan met weide- en watervogels.
- De Kievit - weidevogel kievit; Op de Wildbaan waren reeds veel dierennamen gebruikt, zodat besloten werd om vanaf 1989 in Hoenderdaal Zuidwest door te gaan met weide- en watervogels.
- De Woerd - Op de Wildbaan waren reeds veel dierennamen gebruikt, zodat besloten werd om vanaf 1989 in Hoenderdaal Zuidwest door te gaan met weide- en watervogels.
- Doctor Schaepmanlaan - Doctor J.A.M. (Herman) Schaepman (1844-1903) volgde de opleiding aan het grootseminarie Rijsenburg en doceerde er later kerkgeschiedenis.
- Feitse Boerwinkelhof - Feitse Boerwinkel was in 1945 betrokken bij de oprichting van het vormingscentrum van de Nederlandse hervormde kerk. Tot 1965 gaf hij als directeur leiding aan Kerk en Wereld. Vanaf 1953 doceerde hij als directeur van de sociale academie ‘De Horst’ cultuurgeschiedenis.
- Faunalaan - fauna, in de wijk zijn namen van weide- en watervogels gebruikt
- Fuut - fuut; Op de Wildbaan waren reeds veel dierennamen gebruikt, zodat besloten werd om vanaf 1989 in Hoenderdaal Zuidwest door te gaan met weide- en watervogels.
- Hendrik Kraemerlaan - Hendrik Kraemer (1888-1965) was een zendeling die zijn laatste jaren in Driebergen doorbracht
- Het Scherpenzeel - Boerderij Scherpenzeel aan de hoendersteeg werd gesloopt bij de totstandkoming van het uitbreidingsplan Hoenderdaal.
- Hoendersteeg - Op de Wildbaan waren reeds veel dierennamen gebruikt, zodat besloten werd om vanaf 1989 in Hoenderdaal Zuidwest door te gaan met weide- en watervogels.
- J Eijkmanlaan - Joop Eijkman (1894-1945) werd in de dertiger jaren directeur van de Algemene Maatschappij voor Jongemannen (AMVJ). Hij was nauw betrokken bij het instituut Kerk en Wereld in Driebergen.
- Jonkvrouw CM van Asch van Wijcklaan - Cornelia Maria Asch van Wijck (1890-1971) was actief in het protestants meisjes- en vrouwenwerk in de Nederlandse hervormde kerk
- Kardinaal Alfrinklaan - kardinaal Alfrink woonde en werkte als professor aan het grootseminarie ‘Rijsenburg’
- Klaproos - klaproos, plantennaam
- Meerkoet - watervogel meerkoet; Op de Wildbaan waren reeds veel dierennamen gebruikt, zodat besloten werd om vanaf 1989 in Hoenderdaal Zuidwest door te gaan met weide- en watervogels.
- Roerdomp – roerdomp; Op de Wildbaan waren reeds veel dierennamen gebruikt, zodat besloten werd om vanaf 1989 in Hoenderdaal Zuidwest door te gaan met weide- en watervogels.
- Scholekster - scholekster; Op de Wildbaan waren reeds veel dierennamen gebruikt, zodat besloten werd om vanaf 1989 in Hoenderdaal Zuidwest door te gaan met weide- en watervogels.
- Waterhoen – waterhoen; Op de Wildbaan waren reeds veel dierennamen gebruikt, zodat besloten werd om vanaf 1989 in Hoenderdaal Zuidwest door te gaan met weide- en watervogels.
- WA Visser ’t Hooftlaan - verbinding tussen het Nijendal en de Doctor Schaepmanlaan. W.A. Visser ’t Hooft (1900-1985) was secretaris van de Young Men Christian Association (YMCA). , en van de Wereldfederatie van Christen Studenten. In 1938 werd hij benoemd tot algemeen secretaris van de Wereldraad van Kerken in oprichting. Van 1948 tot 1966 was Visser ’t Hooft secretaris-generaal van de Wereldraad van Kerken.
- Willem Banninglaan – Willem Banning had in 1945 een groot aandeel in de totstandkoming van het instituut Kerk en Wereld op de buitenplaats De Horst.
- Wim Harzinghof - genoemd naar kunstenaar Wilhelmus Antonius Marie Harzing (1898-1978)

## Wildbaan Dennenburg

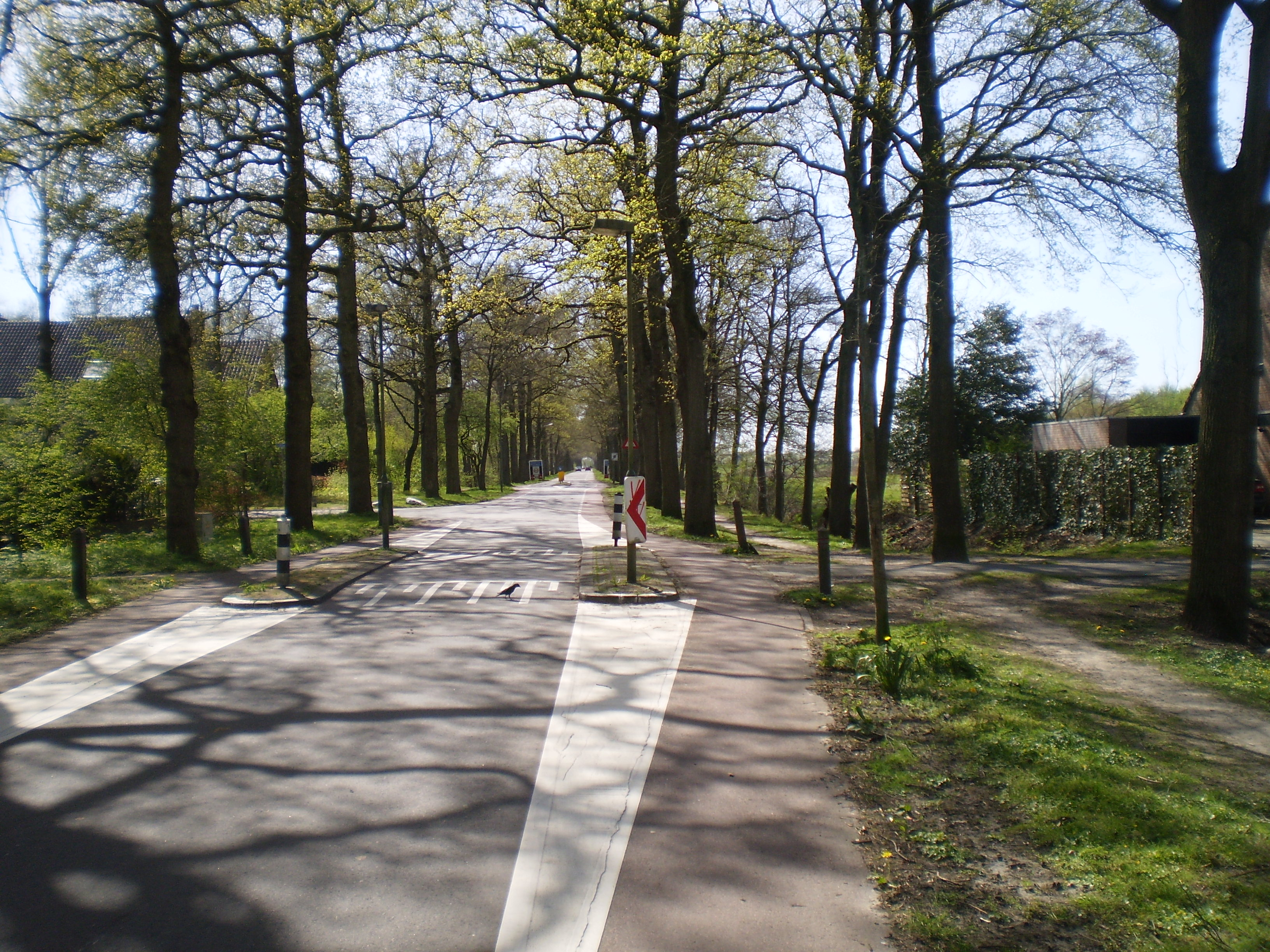
Rijsenburgselaan

- Aart van Lutzenburglaan – Aart van Lutzenburg (1741-1796) was de derde opeenvolgende schoolmeester uit de familie Van Lutzenburg. Later werd hij kerkmeester en schout.
- Alfred Tepepad – Alfred Tepe was een Nederlandse architect
- Barend Kraalhof – Barend Kraal was een kunstschilder
- Bierens de Haanerf - Bierens de Haan was een kunstschilder
- Bosstraat - straat naar het Driebergse bos
- Bouwlust - villa Bouwlust stond aan de Hoofdstraat 152, de weide werd aangekocht voor de aanleg van een speeltuin

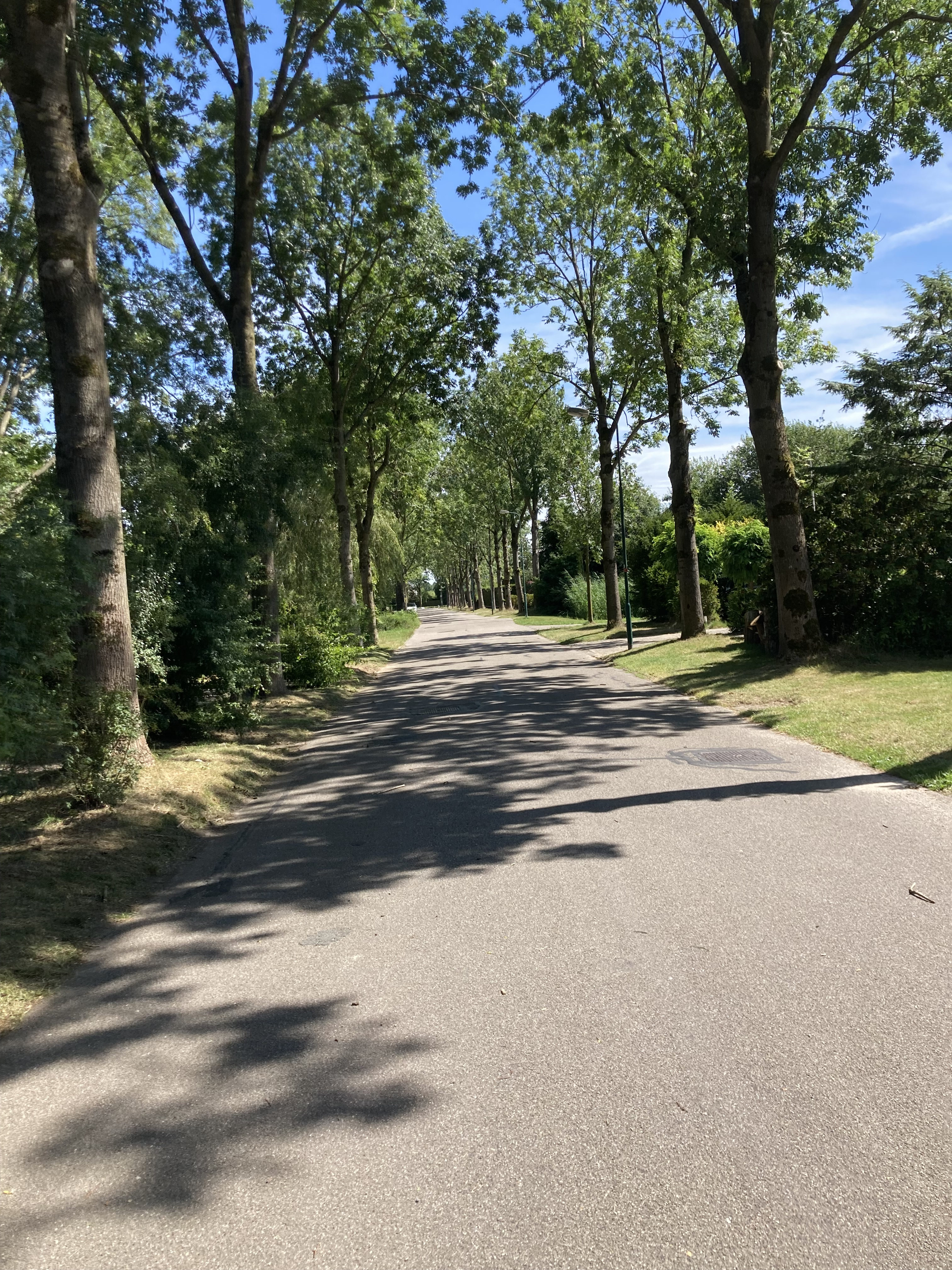
Jachtlaan

- Buzziburglaan - Buzziburg was de naam van een boerderij
- Damhertlaan - damhert
- De Engh - huize De Eng stond dicht aan de Hoofdstraat
- De Havik - roofvogel havik
- De Hermelijn - roofdiertje hermelijn
- De Lanoy Meijerhof - de familie De Lanoy Meijer woonde in de negentiende eeuw op buitenplaats Dennenburg
- De Marter - roofdier marter
- De Prins - op de hoek Hoofdstraat/Engweg werd omstreeks 1715 de herberg 'Prins van Oranje' gevestigd.
- De Sluis - naar de stuw in de Schippersvaart waar later het winkelcentrum van de Wildbaan werd gevestigd.
- De Vos - vos
- De Warande - gelegen in de Stichtse Lustwarande, een warande is een jachtterrein of wandelgebied
- De Wezel - roofdier wezel
- De Wissel - een wissel is een vast paadje waarlangs wild van zijn leger naar de wei- of drinkplaats gaat.
- De Wouw - roofvogel wouw
- Drieklinken - 'Drieklinken' was een boerenhofstede
- Edelhertlaan - edelhert
- Engelenburg - boerderij 'Engelenburg'
- Engweg - hoger gelegen akkers tussen Driebergen en Sterkenburg. Huize De Eng stond dicht aan de Hoofdstraat
- Geerlig Riemerhof - Geerlig Riemer was oprichter van het Instituut voor den Autohandel (IVA). In 1953 begon hij het eerste Nederlandse automuseum
- Groenhoek - resterend deel van het bestemmingsplan
- Hoofdstraat - belangrijkste weg die vanaf de grens met Zeist tot de grens met Doorn doorloopt. De weg werd vroeger ook aangeduid als 'Landstraat', 'Arnhemsche Benedenweg', 'Arnhemsche straatweg', 'Geldersche straatweg', 'Seysterweg', 'Doornse weg' en als 'Uytereghtsen weg'
- Ien Daleslaan - Ien Dales, staatssecretaris en minister van Sociale Zaken en Werkgelegenheid
- Jachtlaan - in de wijk Wildbaan
- Jagersdreef - volgt samen met het Jagerspad de loop van de voormalige gezichtslaan van het huis Sparrendaal, in de richting van de Langbroekerwetering.
- Jagerspad - volgt samen met het Jagersdreef de loop van de voormalige gezichtslaan van het huis Sparrendaal, in de richting van de Langbroekerwetering.
- Johannes de Heerlaan - Johannes de Heer
- Kapelleland - kapel van het klooster Arca Pacis
- Kerkstraat - bij het Kerkplein
- Kloosterlaantje - vroeger ‘de laan van Broekbergen’, later weg naar het klooster Arca Pacis
- Korte Dreef - dreef als 'brede landweg'
- Lange Dreef - dreef in de betekenis van 'brede landweg'.
- Marterkamp - marter, roofdier
- Reelaan - ree, kleine hertensoort
- Rijsenburgselaan – weg vanaf de kerk richting het vroegere kasteel Rijsenburg
- Rodenbergsedreef - zie ook Rodenbergsche Vaart
- Schippersdreef - vaart die van Sparrendaal naar de Langbroekerwetering werd gegraven in opdracht van Jacobus van Berck.
- Sint Hubertuslaan - Sint Hubertus was geschutsheilige van de jagers.
- Sperwerkamp - roofvogel sperwer
- ’t Oostrom - de familie Van Oostrom boerde begin twintigste eeuw op boerderij Engelenburg
- Traaij - winkelstraat van vroegere herberg Wapen van Driebergen naar Amersfoort. 'Tra' is een open plek in het bos.
- Tussen de Dreven - verbindt de Korte dreef met de Lange Dreef
- Uilenkamp - roofvogel uil
- Valck Lucassenhof - Theodorus Reynirus Valck Lucassen (1884-1941), voorzitter van het Koninklijk Nederlands Genootschap voor Geslacht- en Wapenkunde
- Valentijn - villa Valentijn werd in 1905/1906 gebouwd voor de zenuwarts P. Bierens de Haan.
- Valkenkamp - roofvogel valk
- Van Bockom Maaserf -
- Van Wulvenhof - Ernst van Wulven was een middeleeuwse bewoner van kasteel Sterkenburg
- Vijverlaan - tussen Buntlaan en Oranjelaan, naar de nabijgelegen Emmavijver
- Vossenkamp - roofdier vos
- Wulfert Floorlaan - Wulfert Floor hield in de negentiende eeuw godsdienstige bijeenkomsten in ‘bevindelijke kringen’
- Zocherdreef - Het park is de vroegere overtuin van landgoed Sparrendaal. De tuin bij het huis De Wildbaan werd ontworpen door tuinarchitect J.D. Zocher.
- Xaveriuslaan - Franciscus Xaverius was beschermheilige van de zusters Ursulinen in het meisjesinternaat voor kinderen van ouders uit Nederlands-Indië. De kostschool was gevestigd in de Driebergse villa Valentijn.

## Welgelegen Rosarium
- Akkerweg - voorheen Akkersteeg, genoemd naar het verdwenen buurtschapje De Akker
- Arnhemsebovenweg – oude heerweg die langs Driebergen ” …tussen Uytrecht ende Reenen boven aen den berg heenen ghaet”. 'Boven’ verwijst naar de hogere ligging van deze weg, tegen de heuvelrug aan. Dit in tegenstelling tot de nattere 'benedenweg', die tegenwoordig Hoofdstraat heet.
- Beeklaan - verbindingsweg tussen de Welgelegenlaan en de Buntlaan. Het vroegere beekje werd ‘het lekkere watertje’ genoemd. Het liep vanaf de heide boven Driebergen over de buitenplaats Welgelegen, kruiste vervolgens de Hoofdstraat en liep langs de Hogesteeg via de vijvers van Dennenburg uit in de Rodenbergsevaart.
- Beukenhorst – naar de buurtnaam De Horst en Landgoed De Horst
- Bosbeemd - beemdgras
- Buntlaan - buntgras
- Coolsmahof - Anna Coolsma uit Franeker begon in 1904 haar particuliere kostschool voor jongens en meisjes in het huis 'Mon Désir'.
- Coolsmalaan - zie Coolsmahof
- De Boomgaard - genoemd naar de grote boomgaard achter het huis van banketbakker Jan van Velze aan de Buntaan.
- Dennenhorst - villa Dennenhorst stond op de hoek van de Akkerweg en de Hoofdstraat, ongeveer op de plek van de latere Parkflat Beukenhorst.
- Dennenlaan - verbinding Buntlaan-Horstlaan
- du Celliée Mullerlaan - verzetsman majoor W.L.A. du Celliée Muller (1887-1942)
- Engweg - hoger gelegen akkers tussen Driebergen en Sterkenburg. Huize De Eng stond dicht aan de Hoofdstraat
- Eikenlaan - ooit 'achterste steeg', vanaf de Engweg achter het buurtje De Akker langs naar de Hoofdstraat
- Esmeijerlaan - verzetsman Samuel (Sallo) Esmeijer (1920-1944)
- Hoofdstraat - belangrijkste weg die vanaf de grens met Zeist tot de grens met Doorn doorloopt. De weg werd vroeger ook aangeduid als 'Landstraat', 'Arnhemsche Benedenweg', 'Arnhemsche straatweg', 'Geldersche straatweg', 'Seysterweg', 'Doornse weg' en als 'Uytereghtsen weg'
- Hogesteeg - laan van Dennenburg naar de weg naar Utrecht
- De Horst - de plaatsbepaling ‘op de Horst’ betreft een boerenbuurt aan de Doornse kant van Driebergen
- Koningin Julianalaan - tussen Koninginnelaan en Prins Hendriklaan
- Koningin Wilhelminalaan - koningin Wilhelmina
- Meenkselaan - Dokter J.B. Meenk (1815-1899) was de eerste huisarts in Driebergen en Rijsenburg.
- Mevrouw Leinweberlaan - Caroline Leinweber - Loman was in 1925 de belangrijkste oprichtster van de plaatselijke meisjesvakschool aan de Diederichslaan 15
- Ninaber van Eijbenlaan - meubelverkoper Ninaber van Eijben (1898-1945) was een verzetsman
- Park Welgelegen - genoemd naar buitenplaats Welgelegen
- Parklaan - naar het 'slingerbos' van buitenplaats Sterrenbosch tussen Meenkselaan en Hogesteeg.
- President Kennedylaan – Amerikaanse president John F. Kennedy
- Prins Bernhardlaan - prins Bernhard, echtgenoot van koningin Juliana
- Prins Clausplantsoen - Claus von Amsberg, echtgenoot van koningin Beatrix
- Prins Willem-Alexanderlaan - koning Willem Alexander
- Prinses Beatrixlaan – Beatrix der Nederlanden
- Prinses Irenelaan - prinses Irene
- Prinses Margrietlaan - prinses Margriet
- Prinses Marijkelaan - prinses Marijke, later prinses Christina genaamd
- Rosariumlaan - rosarium
- Schotellaan - naar verzetsman J.A. Schotel
- Sterrenboslaan – Tuinwijk Sterrebosch
- Van Bijnenlaan - verzetsman Jan van Bijnen* alias Frank van Bijnen (1910-1944) een gesneuvelde verzetsman. Hij ligt begraven op de Algemene Begraafplaats aan de Traaij.
- Welgelegenlaan - naar de buitenplaats Welgelegen genoemd. De laan loopt langs het Lekkere Watertje, een beekje dat doorloopt naar de Langbroekerwetering
- Wethouder Teselinglaan - slager Karel Teseling (1873-1934) was naast hotelhouder van de 'Prins van Oranje' van 1919-1934 wethouder
- Zuiderplantsoen - in de zuidelijke punt van wijk De Akker

## De Horst en De Akker
- De Horst – Landgoed De Horst
- Hoofdstraat - belangrijkste weg die vanaf de grens met Zeist tot de grens met Doorn doorloopt. De weg werd vroeger ook aangeduid als 'Landstraat', 'Arnhemsche Benedenweg', 'Arnhemsche straatweg', 'Geldersche straatweg', 'Seysterweg', 'Doornse weg' en als 'Uytereghtsen weg'
- Horstlaan - Landgoed De Horst
- Gooijerdijk – loopt langs de Gooijerwetering, vanaf de kop van de Engweg tot de Broekweg. De weg erlangs heet nu de Gooijerdijk. De wetering werd in de middeleeuwen gegraven voor de ontwatering van het Driebergerbroek.
- Hydeparklaan – grensweg tussen de gemeenten Doorn en Driebergen-Rijsenburg. De laan is genoemd naar het buitengoed van de Amsterdamse bankier Van Loon. Het buiten, dat in de Tweede Wereldoorlog afbrandde, werd gebouwd in 1884-1885.